# Bédélia
Bédélia (Беделіа) — з 1910 року французький виробник автомобілів. Штаб-квартира розташована в місті Париж. У 1920 році права на конструкцію автомобіля викупила фірма Mahieux et Cie. У тому ж році компанія припинила власне виробництво автомобілів.

## Роберт Борб'є та Анрі Девуа. Заснування компанії
Розробниками легкої і простої оригінальної машини, яка швидше нагадувала керований візок, стали торговці вугіллям Анрі Девуа (Henri Devaux) і Роберт Борб'є (Robert Bourbeau). Торговці одного разу розбили свій мотоцикл і вирішили, що їм необхідно створити більш стійкий засіб пересування, але щоб при цьому він був максимально простим і дешевим.
Так з'явилися нові авто — цикломобілі, які у Франції отримали назву «вуатюретка», а в Англії — «сайклкар». Свій недорогий і абсолютно простий за конструкцією автомобіль торговці назвали Bédélia — вважається, що назва марки пов'язана з ініціалами засновників настільки оригінальної фірми. Простота конструкції і технічних характеристик автомобілів Bédélia також пояснювалася досить просто: Борб'є і Девуа не мали достатньо фінансових засобів для розробки більш досконалого автомобіля.

## Початок виробництва автомобілів

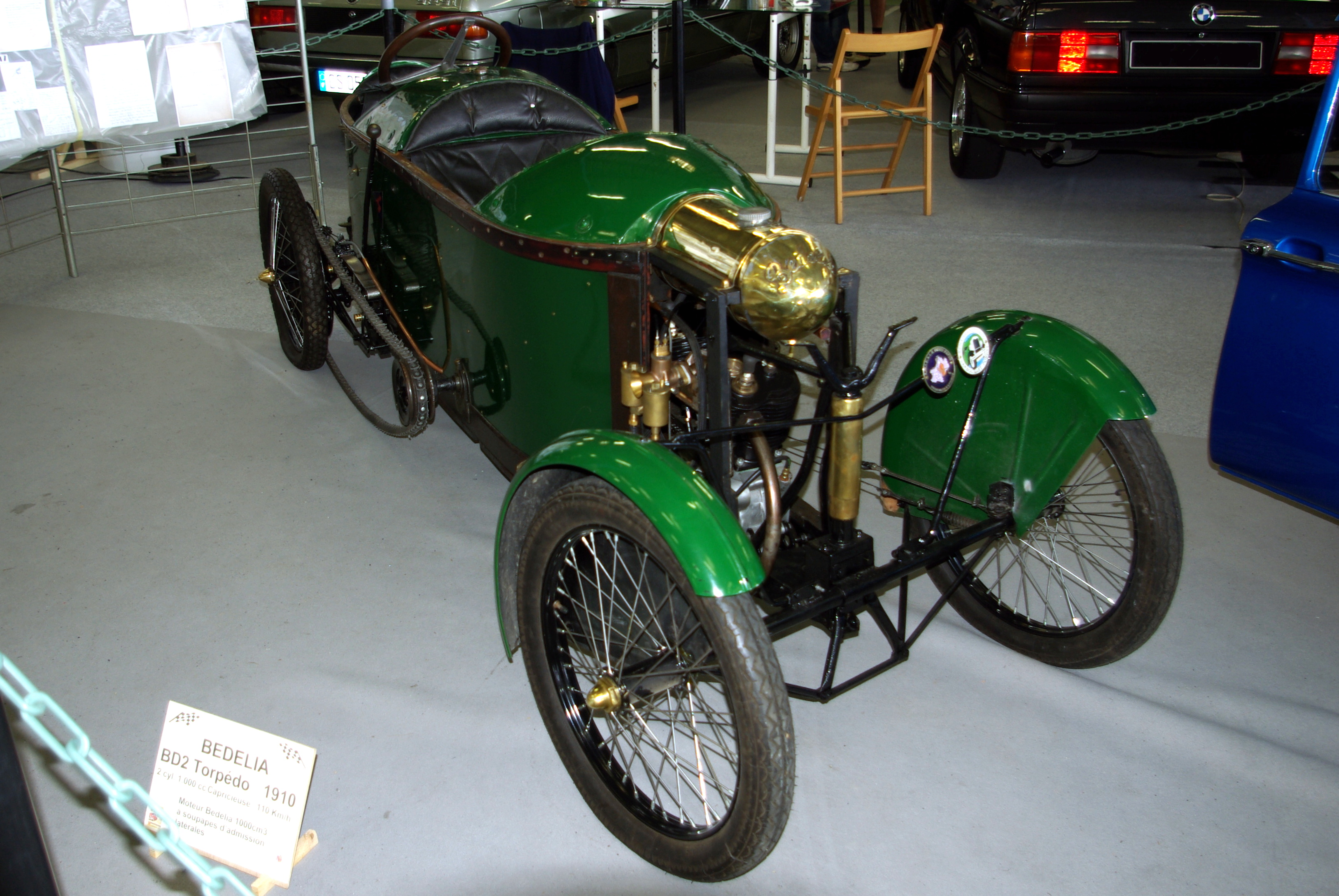
Bédélia BD2 Torpedo 1910 року

Перший автомобіль цієї серії був створений у 1910 році. Борб'є не пішов по шляху зменшення в розмірах концепцій автомобілів, що існували на той момент, а вибрав шлях застосування головним чином мотоциклетних рішень в конструкції, що зробило його одним з перших в абсолютно новому класі автомобілів — «циклокарів». В цілому, машина під маркою Bédélia виглядала як вузький і довгий візок на велосипедних колесах. Маленька і легка двомісна машина відрізнялася тим, що водій і пасажир сиділи один за одним на сидіннях, обшивка яких мала вигляд мішків з-під вугілля, за схемою «тандем», причому, водій знаходився позаду.

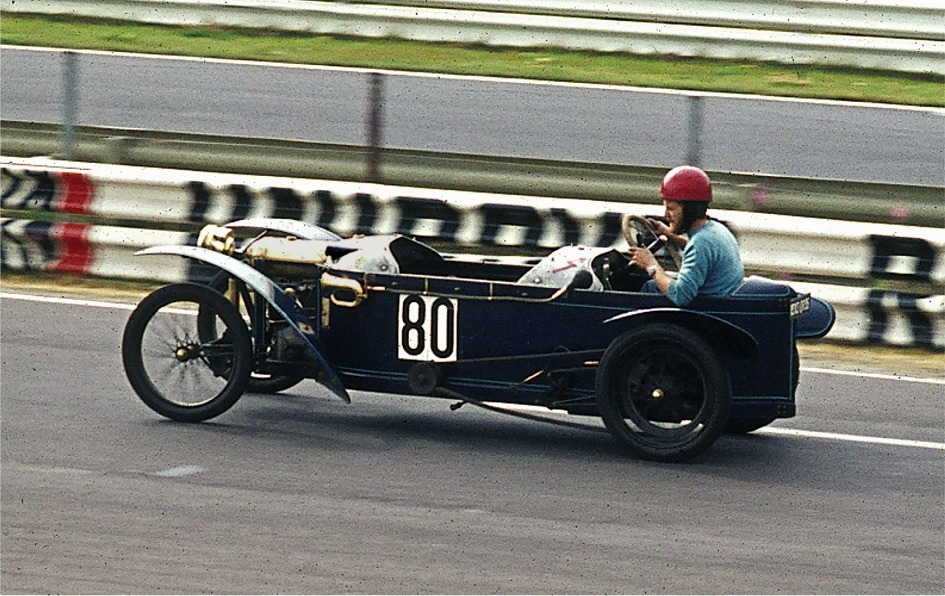
Bédélia BD2 1910 року на трасі у 1975 році

На перших примірниках застосовувалися одноциліндрові двигуни Aster, потім — одно- або двоциліндрові V-подібні двигуни, виробництва JA Prestwich Industries, St. Quentin або власної конструкції. Робочий об'єм двоциліндрового агрегату становив трохи більш як 1 літр, а потужність — близько 10 кінських сил. Діаметр циліндра мотоциклетного двигуна становив 82 мм, а хід поршня — 100 мм. Трансмісія була клинопасовою двоступеневою з приводом на задні колеса, причому, вибір передачі здійснювався переміщенням ременя між шківами різного діаметру. Механізм перемикання передач був дуже незвичний — для вибору передачі водій переміщав спеціальним важелем задню вісь вперед, послаблюючи натяг паса, а пасажир іншим важелем перемикав пас між шківами. Як автомобіль управлявся без пасажира невідомо.
На більш пізніх моделях всі органи управління були переміщені до водія, так що він міг керувати самостійно. Передня вісь з пружинною підвіскою поверталася цілком навколо точки підвішування, рульове управління було тросовим з бобіною. Задня підвіска була ресорною, гальма — важільні стрічкові на задній осі. Кузов автомобіля був повністю виконаний з дерева, так само як і його рама. Максимальна швидкість машини Bédélia досягала 85 кілометрів на годину. Автомобіль оснащувався шинами розмірності 6,50 х 50.

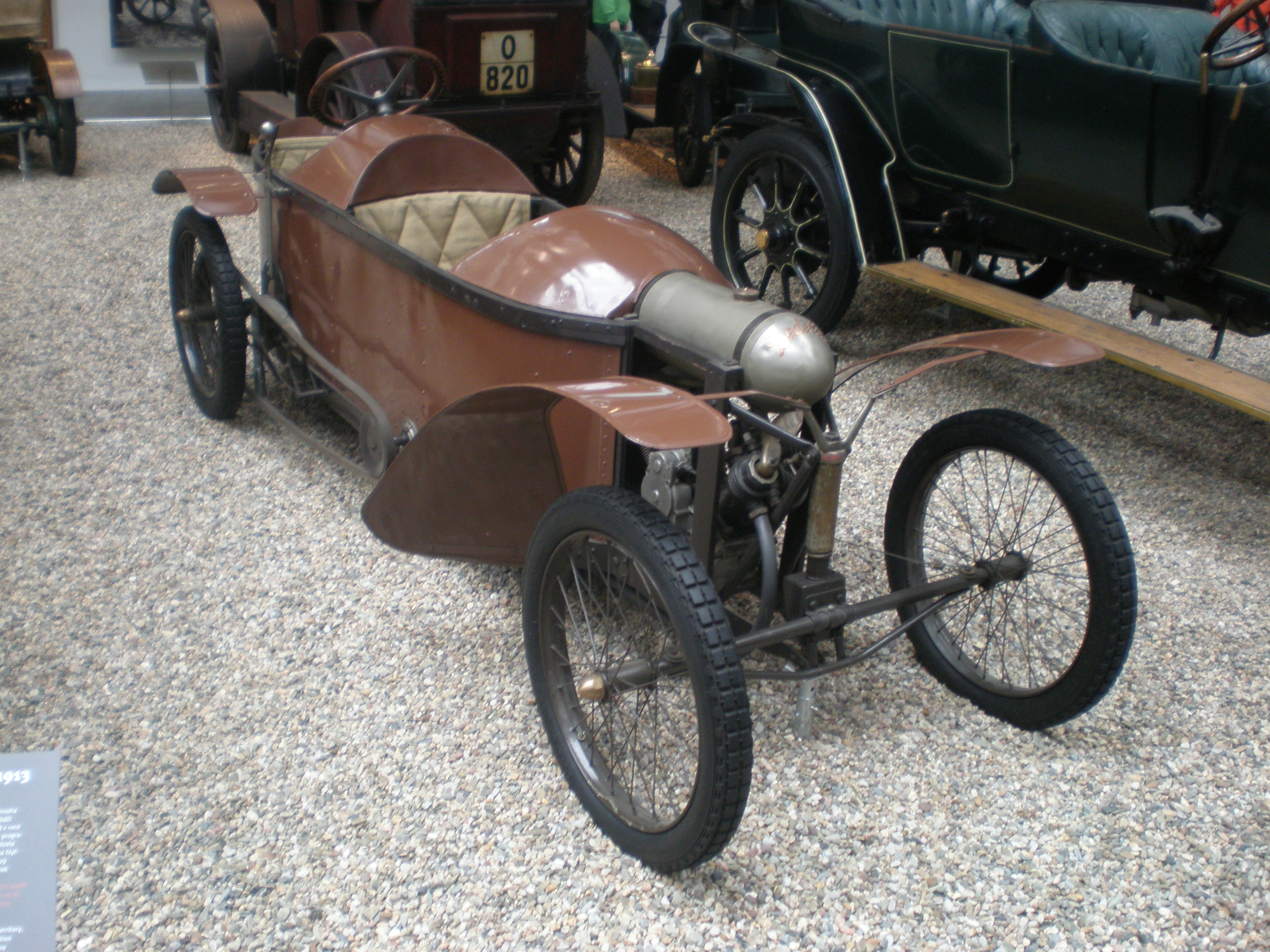
Bédélia BD2 Torpedo 1912 року

Перед Першою світовою війною циклокари Bédélia мала попит, в тому числі і у Великій Британії. Випуск машини збігся з «бензиновою війною», в якій зіткнулися комерційні інтереси США, Румунії та інших країн. У Франції не було власної нафти, а запаси в Алжирі ще не були відкриті. В результаті французький уряд ускладнив життя власної молодої автоіндустрії введенням додаткових податків на автомобілі. Тому був дуже своєчасним випуск простої і недорогої машини. З початком війни передбачалося використовувати автомобіль як санітарний (носилки розташовувалися поверх моторного відсіку і сидіння пасажира), і кулеметний — в такому випадку місце переднього пасажира було обладнано під вогневу точку.

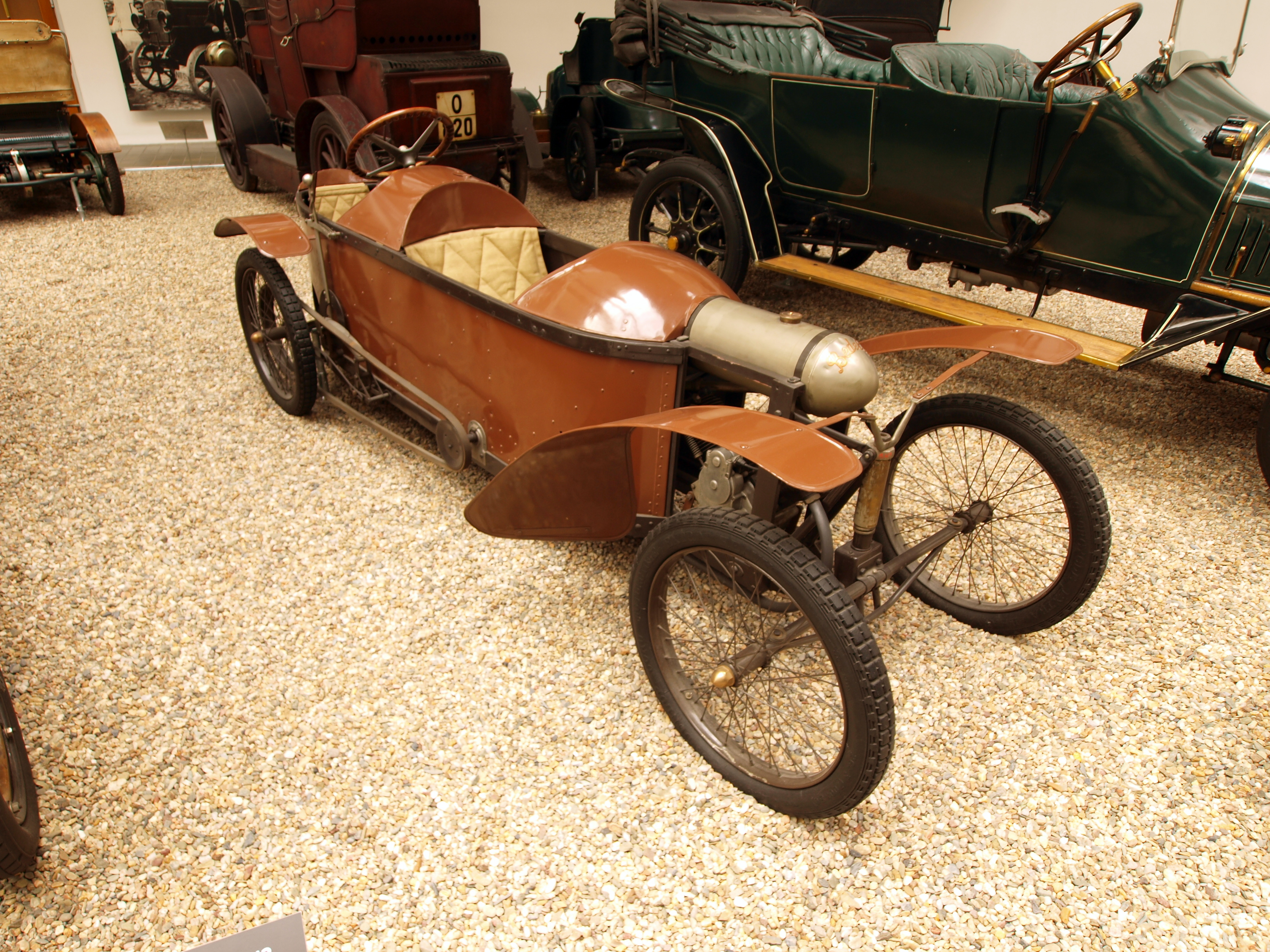
Bédélia BD2 Torpedo 1912 року

Дивна вся історія цього автомобіля: від його виникнення до участі в Першій світовій війні. На настільки примітивну розробку знайшлося дуже багато покупців. Колишні торговці вугіллям Робер Борб'є і Анрі Девуа приймали замовлення на виготовлення свого неординарного і дешевого автомобіля за три роки наперед, заздалегідь приймаючи і оплату за свою працю. Черга утворювалася внаслідок досить тривалого процесу складання автомобіля. Дивно й те, що Девуа і Борб'є зуміли випустити кілька екземплярів спортивних автомобілів, які займали перші місця у найвідоміших змаганнях того часу.

## Припинення виробництва автомобілів. Закриття компанії
Незабаром після початку Першої світової війни виробництво було згорнуто, а в 1920 році права на конструкцію автомобіля викупив пан Біне, після чого почалося виробництво оновленої версії в майстерні Mahieux et Cie в місті Леваллуа-Перре на Сені. Була змінена конструкція кузова, так що два пасажири могли сидіти поруч один з одним, як і раніше, перед водієм, а також була застосована тришвидкісна коробка передач. Однак, автомобіль вже не витримував конкуренції, особливо з боку машин з карданним приводом коліс, і в 1925 році виробництво було згорнуто остаточно. За різними даними, було вироблено від 2 до 3 тисяч автомобілів. На 2010 рік в робочому стані відомо про 6 автомобілів.

## Участь в автоперегонах
Автомобілі Bédélia успішно виступали на різних змаганнях:
- у 1911 і 1912 роках була здобута перемога в класі «циклокарів» на змаганнях Meeting du Mans;
- у 1911 і 1912 роках була здобута перемога на Course de Val Suzon;
- у 1911 і 1912 роках була здобута перемога на Course de Gometz le Châtel;
- у 1912 році на треку в Брукленді Bédélia встановив годинний рекорд швидкості — 74 км/год, рекорд на 50 і на 100 миль, а найвища швидкість склала 104 км/год;
- у 1912 році компанія посіла перше місце в перегонах Tour de France в категорії «циклокарів»;
- у 1912 році — перше і друге місця в Gran Prix de France;
- перші місця в Course de Gaillon в 1911, 1912 і 1913 роках;
- у 1912 і 1913 роках була здобута перемога на Circuit de Paris;
- у 1913 році здобуто друге місце на змаганнях Cyclecar Grand Prix в Ам'єні. Перше місце зайняв циклокар Morgan;
- у 1913 році здобуто перше і друге місця у Course Paris-Le Havre;
- у 1913 році була здобута перемога в Course Paris-Nice.

В цілому, автомобілі здобули 29 перемог і встановили декілька світових рекордів.

## У сувенірній і ігровій індустрії
Модель в масштабі 1/43 була випущена в Італії фірмою Brumm.

## Список автомобілів Bédélia
- 1910 — Bédélia BD2